# Val (motorfiets)
Val is een historisch merk van motorfietsen.
De bedrijfsnaam was: Val Motor Co., Birmingham.
Val was een Engelse zijspanfabriek, die in 1913 en 1914 op kleine schaal ook motorfietsen met 498cc-JAP-zijklepmotoren bouwde.